# Catedral de Oliwa
La Catedral de Oliwa o también llamada Basílica Catedral de Gdansk Oliwa (en polaco: Bazylika archikatedralna w Gdańsku Oliwie) es una iglesia situada en Gdansk, en el distrito Oliwa en Polonia; esta dedicada a la Santísima Trinidad, a la Santísima Virgen María y a San Bernardo. Es la catedral de la arquidiócesis de Gdansk.
La Catedral es una basílica de tres naves y presbiterio cerrado por los lados. La fachada está flanqueada por dos torres esbeltas, de 46 metros de altura cada una con cascos de filo agudo-. Tiene un portal barroco de 1688, así como tres ventanas de diferentes tamaños. El cruce de las naves está dominado por un campanario, un elemento típico de la arquitectura cisterciense. La catedral es 17,7 metros de alto, 19 metros de ancho y 107 m de largo (97.6 m del  interior propiamente), lo que la hace que la iglesia cisterciense más larga del mundo. Posee obras de arte del Renacimiento, Barroco, Rococó y del estilo clásico de gran valor artístico.

## Historia
En 1186, Sambor I, duque de Pomerania, fundó el monasterio cisterciense  “Beatae Mariae de Oliva” , luego llamado “Monasterium sanctae dei genitricis et virginis Mariae de Oliva”. En 1224, el oratorio románico resultó quemado durante la cruzada contra los prusianos. En 1350, un incendio destruyó completamente la iglesia y el monasterio. El aspecto actual de ambos data de la segunda mitad del siglo XIV. En el siglo XVI, el monasterio resultó dañado durante la rebelión de Danzig de 1577, y la iglesia pudo ser reconstruida, siendo consagrada en 1594.
En 1831, las autoridades prusianas cerraron el monasterio, y la iglesia quedó como parroquia católica. En 1925, la iglesia de Olwa alcanzó la dignidad de catedral, y en 1976 la de basílica menor. En 1992, el papa Juan Pablo II estableció la archidócesis de Gdansk, con sede en Oliwa, con lo que la basílica alcanzó la dignidad de archicatedral.

## Véase también

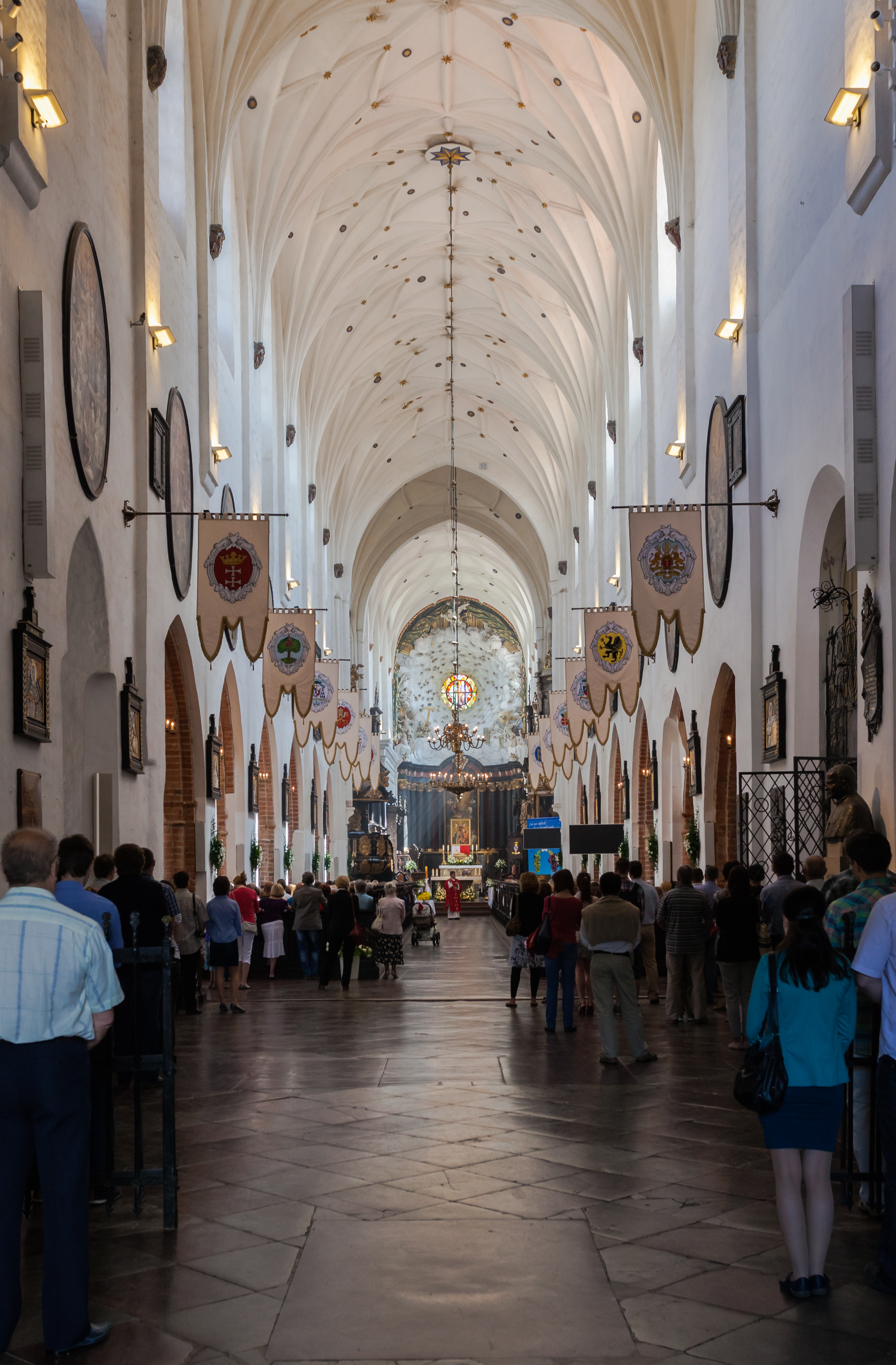
Vista interna